# La Chapelle-Janson

La Chapelle-Janson este o comună în departamentul Ille-et-Vilaine, Franța. În 1 ianuarie 2020 avea o populație de 1.483 de locuitori.